# Dasypogoninae
Dasypogoninae (лат.) — большое подсемейство семейства ктырей (Asilidae).

## Описание
Ариста расположена на конце третьего членика усиков. По бокам среднеспинки обычно имеются крепкие щетинки. Передняя радиальная ячейка на крыльях открытая, реже (у Laphystiini) — замкнутая. Голени передних ног на вершине с шпорами. Питаются перепончатокрылыми.

## Классификация
- Триба Damalini
  - Bromleyus
  - Haplopogon
  - Holcocephala
  - Orrhodops
- Триба Dasypogonini
  - Comantella
  - Cophura
  - Diogmites
  - Daptolestes[3]
  - Hodophylax
  - Humorolethalis[3]
  - Lestomyia
  - Nicocles
  - Omninablautus
  - Parataracticus
  - Saropogon
  - Taracticus
- Триба Dioctriini
  - Bohartia
  - Dicolonus
  - Dioctria
  - Echthodopa
  - Eudioctria
  - Metadioctria
- Триба Laphystiini
  - Laphystia
  - Perasis
  - Psilocurus
  - Zabrops

## Фотогалерея
- Cyrtopogon ruficornis
- Dioctria cothurnata
- Dioctria hyalipennis
- Holcocephala fusca
- Saropogon leucocephalus